# Championnat d'Angleterre féminin de football 2014
Navigation
2013 2015
La FA WSL 2014 est la 23e édition du championnat d'Angleterre féminin de football, la 4e sous le nom de Women's Super League (WSL). 
Le premier niveau du championnat féminin oppose huit clubs anglais. La compétition débute le dimanche 16 avril 2014 et s'achève le vendredi 12 octobre 2014.
Les deux premières places du championnat sont qualificatives pour la Ligue des champions féminine de l'UEFA. 
Liverpool et Bristol Academy, respectivement champion et vice-champion en 2013, sont les représentants anglais en Ligue des champions féminine de l'UEFA 2014-2015.
| \| Arsenal Chelsea Birmingham City Manchester City Bristol Academy Everton Liverpool Notts County \| Localisation des clubs engagés dans le championnat. |
| Arsenal Chelsea Birmingham City Manchester City Bristol Academy Everton Liverpool Notts County                                                           |

## Participants
- Manchester City remplace Doncaster Belles
- Lincoln Ladies change de nom pour Notts County à la suite du transfert de siège du club de Lincoln à  Nottingham.
- Everton a déménagé de Rossett Park, Crosby au Halton Stadium à Widnes[1].

Légende des couleurs
- Qualifié pour la phase finale de la Ligue des champions 2015-2016.

| Club            | Ville       | Stade                     | classement 2013 |
| --------------- | ----------- | ------------------------- | --------------- |
| Arsenal         | Borehamwood | Meadow Park               | 3e              |
| Birmingham City | Solihull    | Damson Park               | 4e              |
| Bristol Academy | Filton      | Stoke Gifford Stadium     | 2e              |
| Chelsea         | Staines     | Wheatsheaf Park           | 7e              |
| Manchester City | Manchester  | Manchester Regional Arena | 4e              |
| Everton         | Widnes      | Halton Stadium            | 5e              |
| Liverpool       | Widnes      | Halton Stadium            | 1er             |
| Notts County    | Nottingham  | Meadow Lane               | 6e              |

## Compétition

### Classement
Le classement est calculé avec le barème de points suivant : une victoire vaut trois points, le match nul un et la défaite zéro.
Les critères utilisés pour départager en cas d'égalité au classement sont les suivants :
1. différence entre les buts marqués et les buts concédés sur la totalité des matchs joués dans le championnat ;
2. plus grand nombre de buts marqués sur la totalité des matchs joués dans le championnat.

| Rang | Équipe          | Pts | J  | G | N | P  | Bp | Bc | Diff |
| ---- | --------------- | --- | -- | - | - | -- | -- | -- | ---- |
| 1    | LiverpoolT      | 26  | 14 | 7 | 5 | 2  | 19 | 10 | +9   |
| 2    | Chelsea         | 26  | 14 | 8 | 2 | 4  | 23 | 16 | +7   |
| 3    | Birmingham City | 25  | 14 | 7 | 4 | 3  | 20 | 14 | +6   |
| 4    | Arsenal         | 21  | 14 | 6 | 3 | 5  | 24 | 21 | +3   |
| 5    | Manchester City | 19  | 14 | 6 | 1 | 7  | 13 | 16 | -3   |
| 6    | Notts County    | 18  | 14 | 4 | 6 | 4  | 12 | 8  | +4   |
| 7    | Bristol Academy | 16  | 14 | 5 | 1 | 8  | 18 | 24 | -6   |
| 8    | Everton         | 4   | 14 | 0 | 4 | 10 | 10 | 30 | -20  |

| Légende : | Légende : |
| --------- | --- |
|           | Qualifié pour la Ligue des champions 2015-2016 |
|           | T Tenant du titre. CA Vainqueur de la FA WSL Cup 2013. Pts points ; G victoires ; N match nuls ; P défaites Bp buts marqués ; Bc buts encaissés ; Diff différence de buts |

### Domicile et extérieur
| Rang | Équipe          | Pts | J | G | N | P | Bp | Bc | Diff |
| ---- | --------------- | --- | - | - | - | - | -- | -- | ---- |
| 2    | Chelsea         | 17  | 7 | 5 | 2 | 0 | 14 | 6  | +8   |
| 1    | Liverpool       | 16  | 7 | 5 | 1 | 1 | 9  | 2  | +7   |
| 5    | Manchester City | 12  | 7 | 4 | 0 | 3 | 7  | 9  | -2   |
| 3    | Birmingham City | 11  | 7 | 3 | 2 | 2 | 10 | 8  | +2   |
| 6    | Notts County    | 9   | 7 | 2 | 3 | 2 | 5  | 3  | +2   |
| 7    | Bristol Academy | 6   | 7 | 2 | 0 | 5 | 11 | 16 | -5   |
| 4    | Arsenal T       | 5   | 7 | 1 | 2 | 4 | 9  | 13 | -4   |
| 8    | Everton         | 3   | 7 | 0 | 3 | 4 | 5  | 12 | -7   |

| Rang | Équipe          | Pts | J | G | N | P | Bp | Bc | Diff |
| ---- | --------------- | --- | - | - | - | - | -- | -- | ---- |
| 4    | Arsenal T       | 16  | 7 | 5 | 1 | 1 | 15 | 8  | +7   |
| 3    | Birmingham City | 14  | 7 | 4 | 2 | 1 | 10 | 6  | +4   |
| 1    | Liverpool       | 10  | 7 | 2 | 4 | 1 | 10 | 8  | +2   |
| 7    | Bristol Academy | 10  | 7 | 3 | 1 | 3 | 13 | 8  | +5   |
| 6    | Notts County    | 9   | 7 | 2 | 3 | 2 | 7  | 5  | +2   |
| 2    | Chelsea         | 9   | 7 | 3 | 0 | 4 | 9  | 10 | -1   |
| 5    | Manchester City | 7   | 7 | 2 | 1 | 4 | 6  | 7  | -1   |
| 8    | Everton         | 1   | 7 | 0 | 1 | 6 | 5  | 18 | -13  |

### Résultats
| Résultats (▼dom., ►ext.)                                   | ARS | BIR | BRI | CHE | EVE | LIV | MNC | NTC |
| Arsenal                                                    |     | 0-2 | 0-2 | 2-3 | 3-1 | 3-3 | 0-1 | 1-1 |
| Birmingham City                                            | 1-2 |     | 2-1 | 2-1 | 0-0 | 1-2 | 2-0 | 2-2 |
| Bristol                                                    | 3-4 | 1-3 |     | 0-2 | 5-2 | 1-3 | 1-0 | 0-2 |
| Chelsea                                                    | 2-1 | 3-1 | 2-1 |     | 5-2 | 0-0 | 2-1 | 0-0 |
| Everton                                                    | 1-2 | 0-0 | 1-1 | 1-2 |     | 2-2 | 0-3 | 0-2 |
| Liverpool                                                  | 0-1 | 1-1 | 3-0 | 2-0 | 1-0 |     | 1-0 | 1-0 |
| Manchester City                                            | 0-4 | 1-2 | 0-2 | 2-1 | 2-0 | 1-0 |     | 1-0 |
| Notts County                                               | 1-1 | 0-1 | †   | 1-0 | 2-0 | 0-0 | 1-1 |     |
| - Victoire à domicile - Match nul - Victoire à l'extérieur |     |     |     |     |     |     |     |     |

† Victoire attribuée à Bristol

## Statistiques

### Évolution du classement
| Club            | 1 | 2 | 3 | 4 | 5 | 6 | 7 | 8 | 9 | 10 | 11 | 12 | 13 | 14 | Journées en tête | Journées relégable |
| --------------- | - | - | - | - | - | - | - | - | - | -- | -- | -- | -- | -- | ---------------- | ------------------ |
| Liverpool       | 2 | 3 | 3 | 4 | 5 | 3 | 3 | 3 | 3 | 3  | 3  | 2  | 3  | 1  | 1                | 0                  |
| Bristol         | 8 | 5 | 5 | 2 | 3 | 5 | 5 | 6 | 5 | 5  | 5  | 5  | 6  | 7  | 0                | 1                  |
| Arsenal         | 3 | 6 | 8 | 8 | 7 | 7 | 6 | 5 | 4 | 4  | 4  | 4  | 4  | 4  | 0                | 2                  |
| Birmingham City | 5 | 4 | 1 | 1 | 1 | 1 | 1 | 1 | 1 | 2  | 2  | 3  | 2  | 3  | 7                | 0                  |
| Everton         | 6 | 7 | 7 | 7 | 8 | 8 | 8 | 8 | 8 | 8  | 8  | 8  | 8  | 8  | 0                | 10                 |
| Notts County    | 4 | 1 | 2 | 3 | 4 | 6 | 7 | 7 | 7 | 7  | 7  | 7  | 5  | 6  | 1                | 0                  |
| Chelsea         | 1 | 2 | 4 | 6 | 2 | 2 | 2 | 2 | 2 | 1  | 1  | 1  | 1  | 2  | 4                | 0                  |
| Manchester City | 7 | 8 | 6 | 5 | 6 | 4 | 4 | 4 | 6 | 6  | 6  | 6  | 7  | 5  | 0                | 1                  |

## Classement des buteuses
| Cls | Joueuse         | Club            | Goals, |
| --- | --------------- | --------------- | ------ |
| 1   | Karen Carney    | Birmingham City | 8      |
| 2   | Jessica Clarke  | Notts County    | 6      |
| 3   | Eniola Aluko    | Chelsea         | 5      |
| 3   | Yūki Ōgimi      | Chelsea         | 5      |
| 3   | Jordan Nobbs    | Arsenal         | 5      |
| 3   | Nikita Parris   | Everton         | 5      |
| 3   | Casey Stoney    | Arsenal         | 5      |
| 3   | Nicola Watts    | Bristol Academy | 5      |
| 9   | Danielle Carter | Arsenal         | 4      |
| 9   | Kirsty Linnett  | Birmingham City | 4      |
| 9   | Natalia Pablos  | Bristol Academy | 4      |
| 9   | Kelly Smith     | Arsenal         | 4      |

## Bilan de la saison
| Championnat d'Angleterre féminin de football 2014                             |                 |
| Champion                                                                      | Liverpool       |
| Coupes et trophées                                                            |                 |
| Vainqueur Coupe d'Angleterre de football féminin 2014                         | Manchester City |
| Qualifications continentales                                                  |                 |
| Ligue des champions 2015-2016                                                 | Liverpool       |
| Ligue des champions 2015-2016                                                 | Chelsea         |
| Promotions et relégations                                                     |                 |
| Promus en Championnat d'Angleterre féminin de football                        | Sunderland      |
| Relégués en Championnat d'Angleterre féminin de football de deuxième division | Everton         |